# Ferryhill
Ferryhill este un oraș în comitatul County Durham, regiunea North East, Anglia. Orașul se află în districtul Sedgefield.